# Ice Castles
Ice Castles (Brasil: Castelos de Gelo ) é um filme norte-americano de 1978, do gênero drama, dirigido por Donald Wrye e estrelado por Robby Benson e Lynn-Holly Johnson.

## Sinopse
Alexis Winston, jovem patinadora artística do interior do Iowa, é levada ao estrelato pelas mãos das treinadoras Beulah Smith e Deborah Mackland. Mas ela sofre um acidente que a deixa parcialmente cega. Seu namorado Nick Peterson e o pai, Marcus Winston, se dispõem a auxiliá-la a recuperar-se mental e fisicamente.

## Principais premiações
| Patrocinador                                            | Prêmio       | Categoria                                                   | Situação |
| ------------------------------------------------------- | ------------ | ----------------------------------------------------------- | -------- |
| Academia de Artes e Ciências Cinematográficas           | Oscar        | Melhor Canção Original                                      | Indicado |
| Associação de Correspondentes Estrangeiros de Hollywood | Golden Globe | Atriz Revelação (Lynn-Holly Johnson) Melhor Canção Original | Indicado |

## Elenco
| Ator/Atriz         | Personagem          |
| ------------------ | ------------------- |
| Robby Benson       | Nick Peterson       |
| Lynn-Holly Johnson | Alexis Winston      |
| Colleen Dewhurst   | Beulah Smith        |
| Tom Skerritt       | Marcus Winston      |
| Jennifer Warren    | Deborah Mackland    |
| David Huffman      | Brian Dockett       |
| Diane Reilly       | Sandy               |
| Craig T. McCullen  | Doutor              |
| Kelsey Ufford      | Ceciel Monchet      |
| Leonard Lilyholm   | Treinador de hóquei |
| Brian Foley        | Coreógrafo          |